# Église Saint-Romain de Mazérac
L'église Saint-Romain de Mazérac est une église catholique sur la commune de Castets et Castillon, dans le département de la Gironde, en France.

## Localisation
L'église est située dans l'écart de Mazérac, à l'est du bourg, sur la route de Castillon-de-Castets.

## Historique
L'édifice a été inscrit au titre des monuments historiques  par arrêté du 10 décembre 1925 pour son chevet plat qui, avec ses deux chapelles absidiales latérales, forme une sorte de transept.

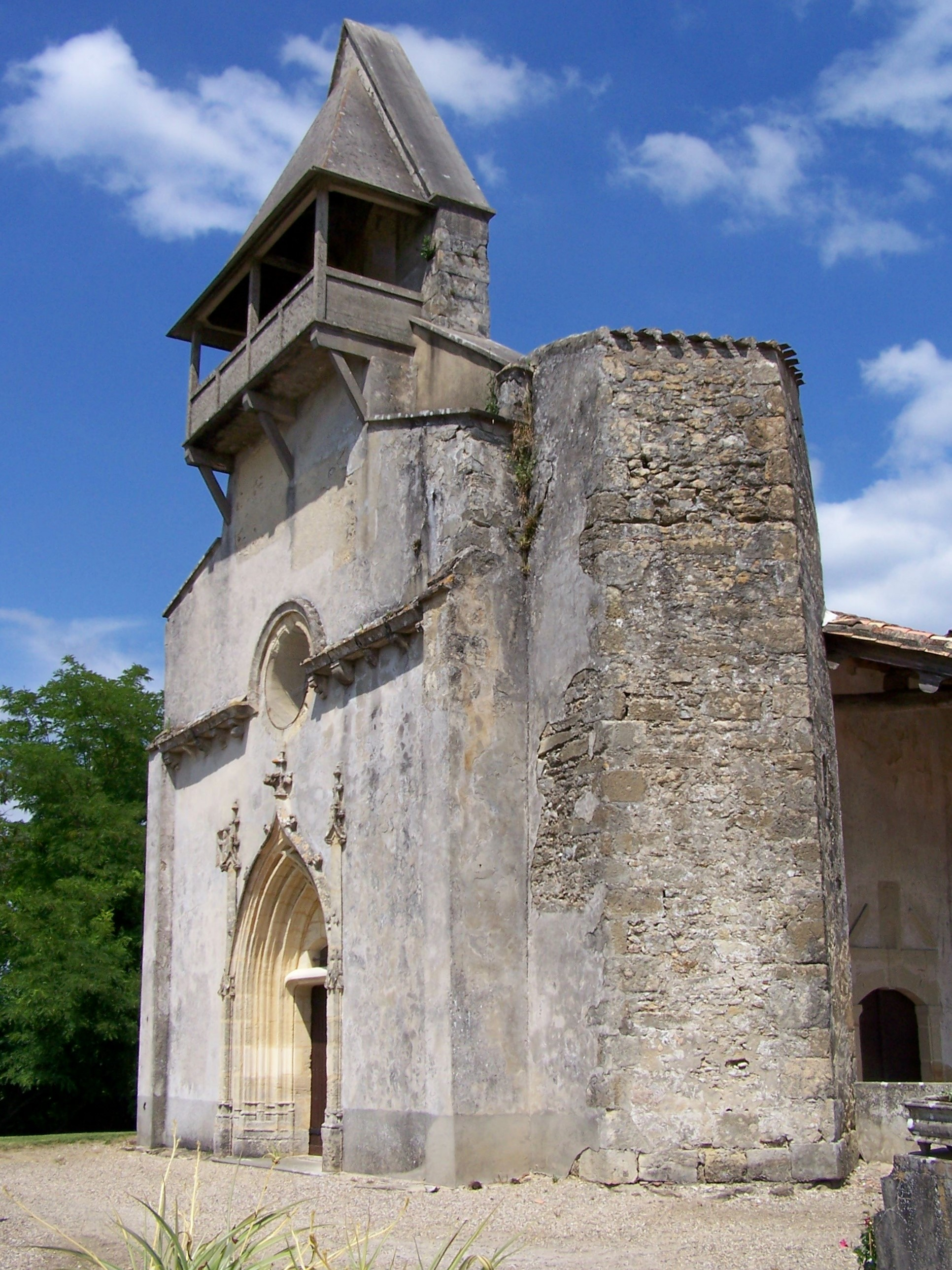
La façade ouest (juin 2009)
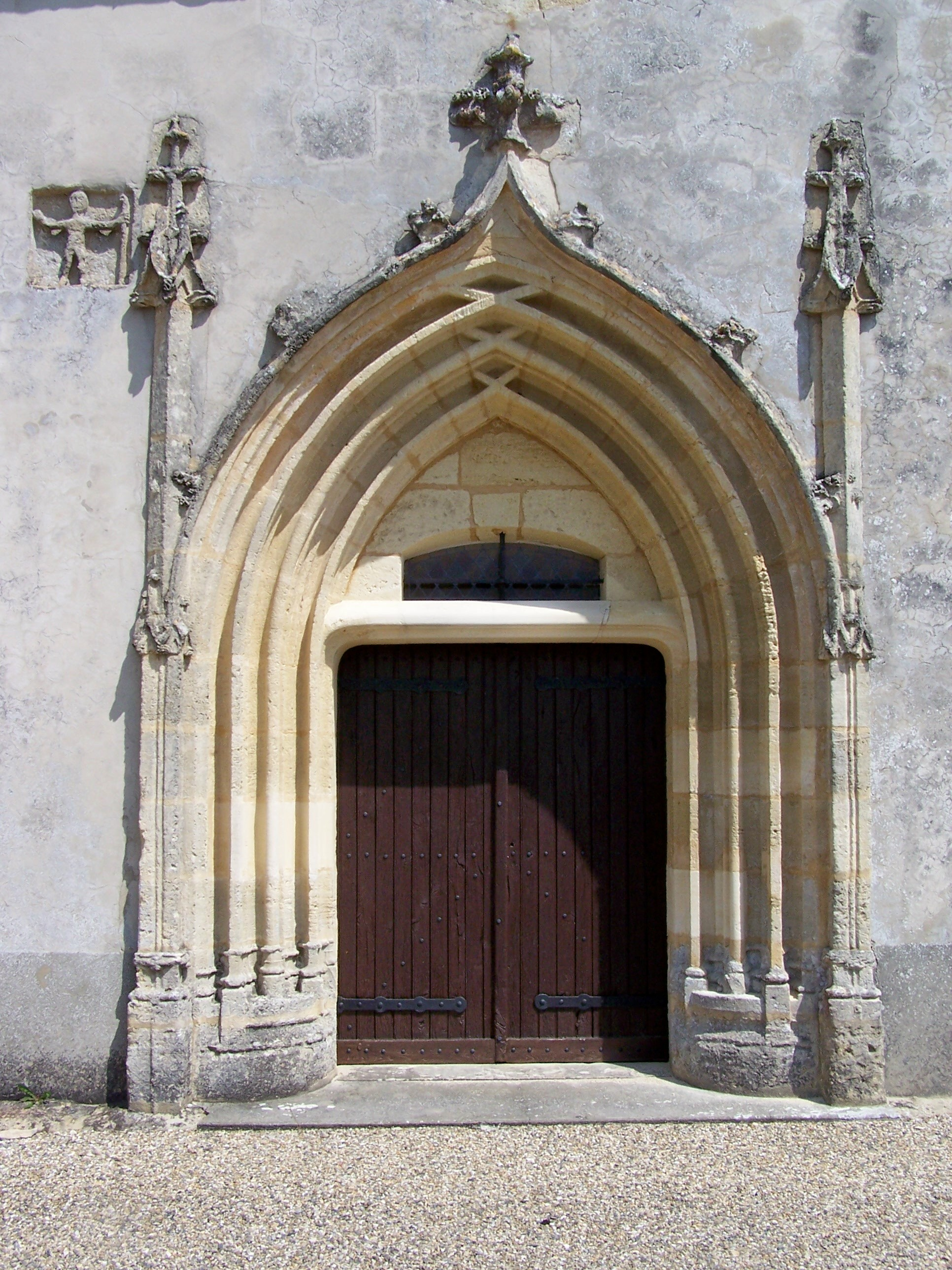
Le portail ouest (juin 2009)
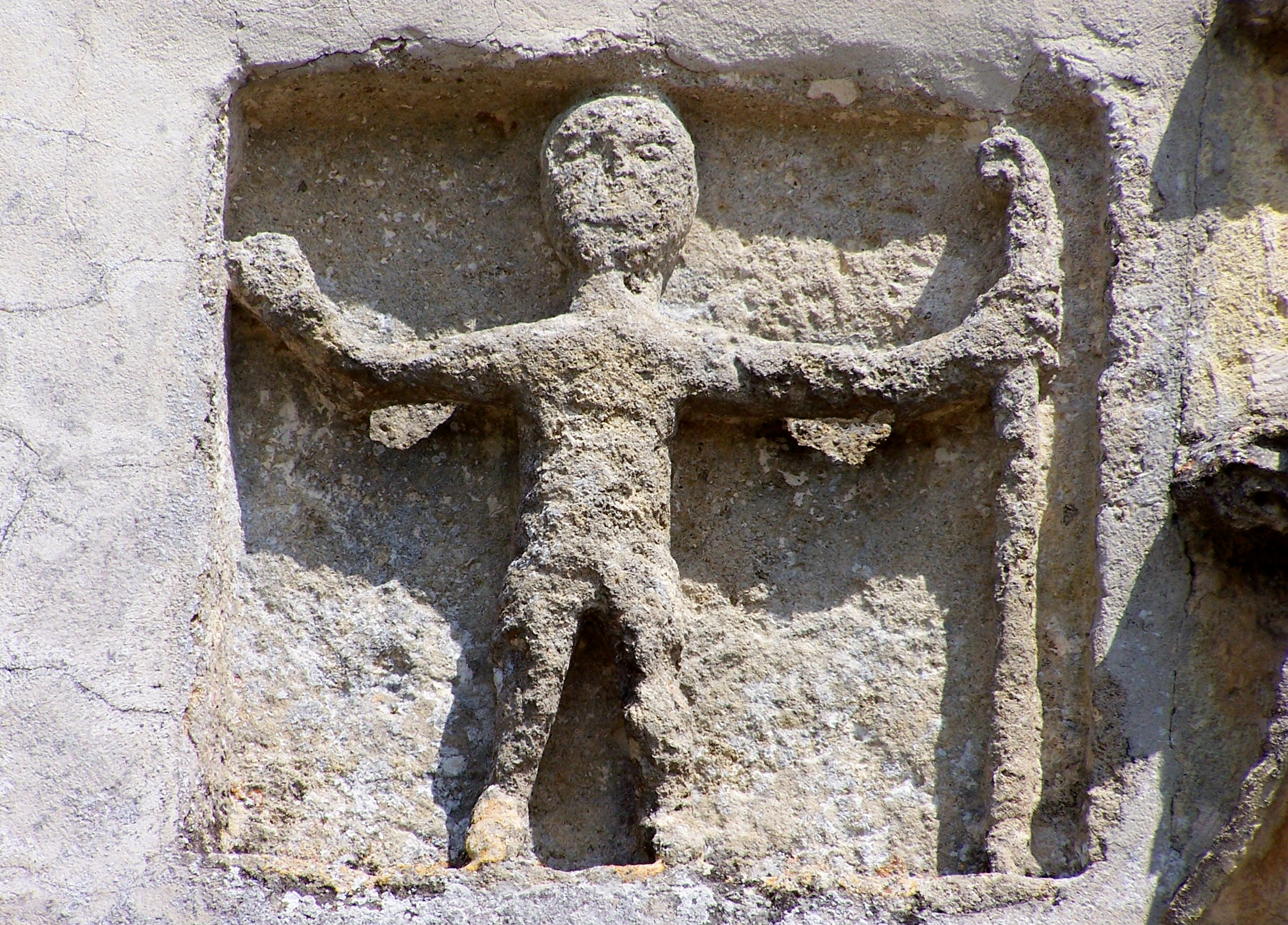
Pèlerin sculpté près du portail (juin 2009)
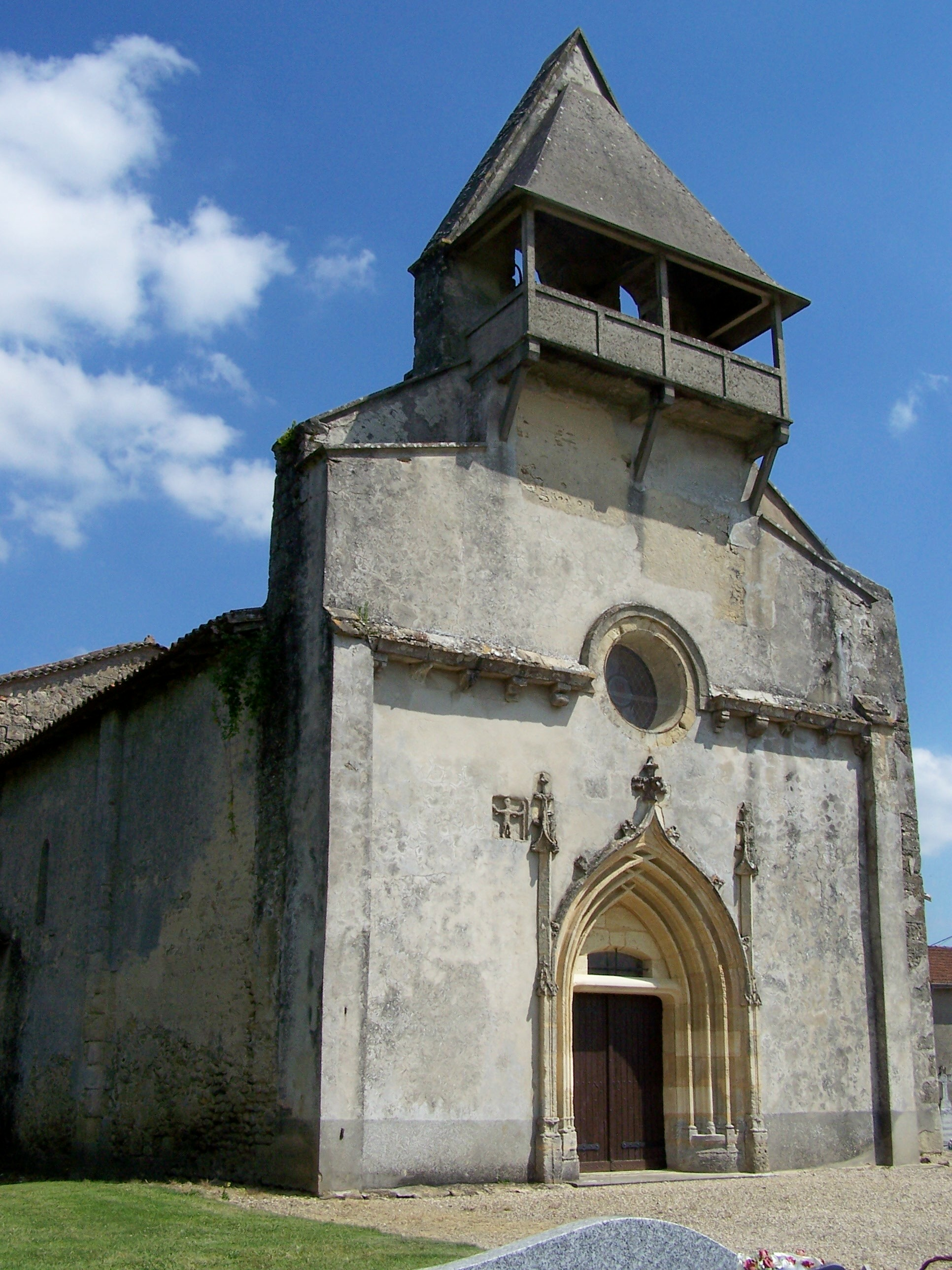
Façade ouest (juin 2009)
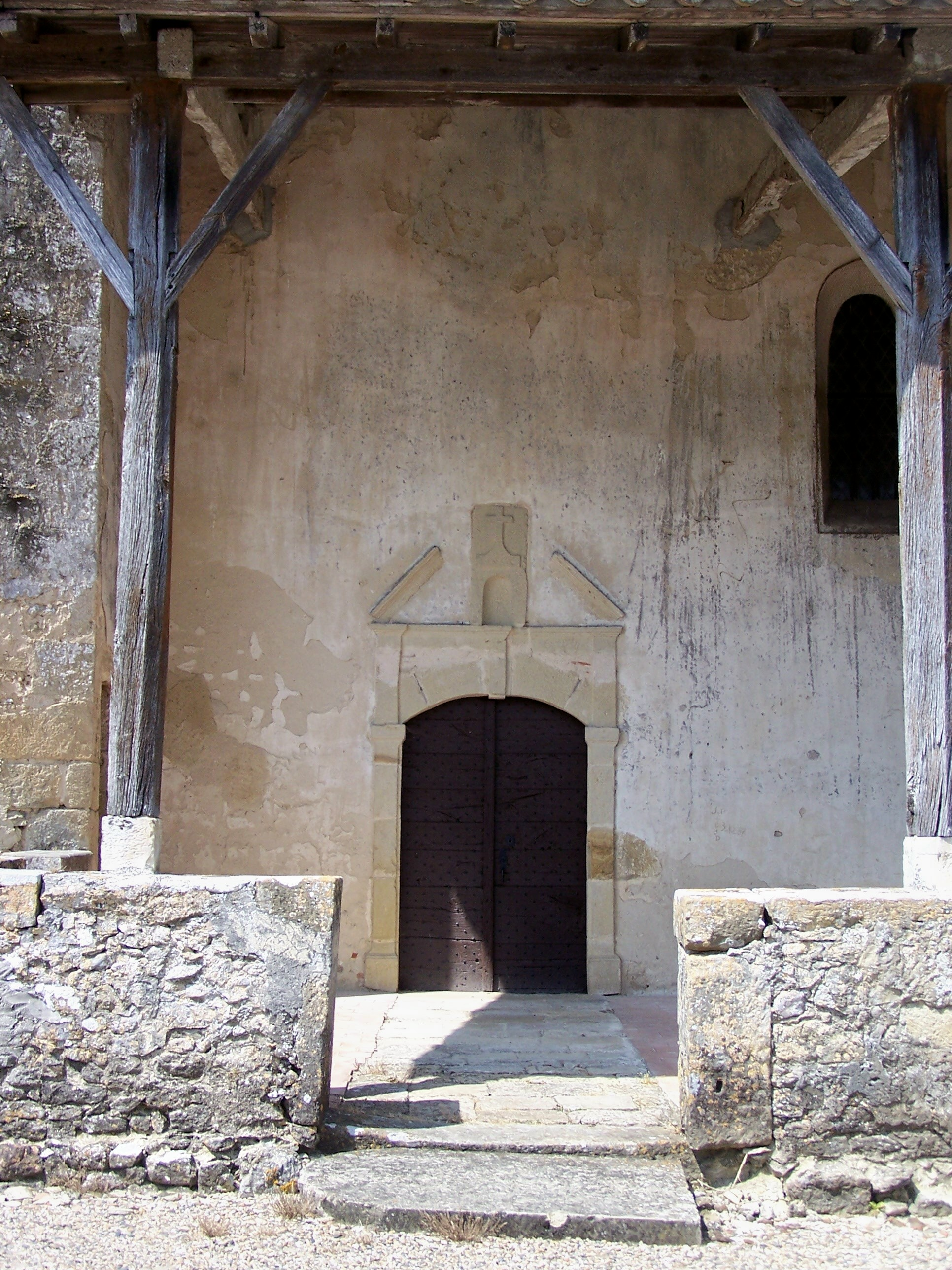
Porche sud (juin 2009)
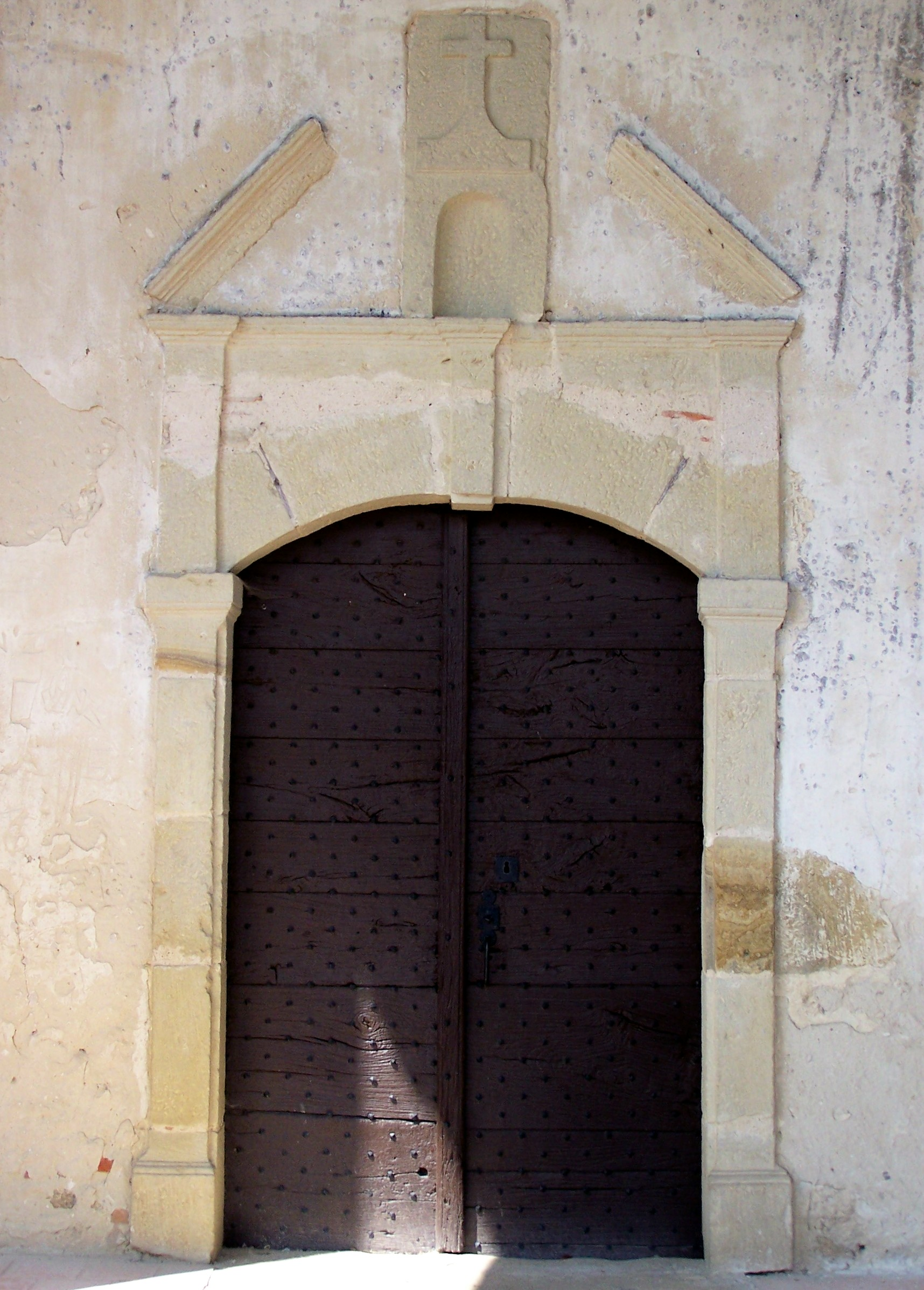
Portail du porche sud (juin 2009)
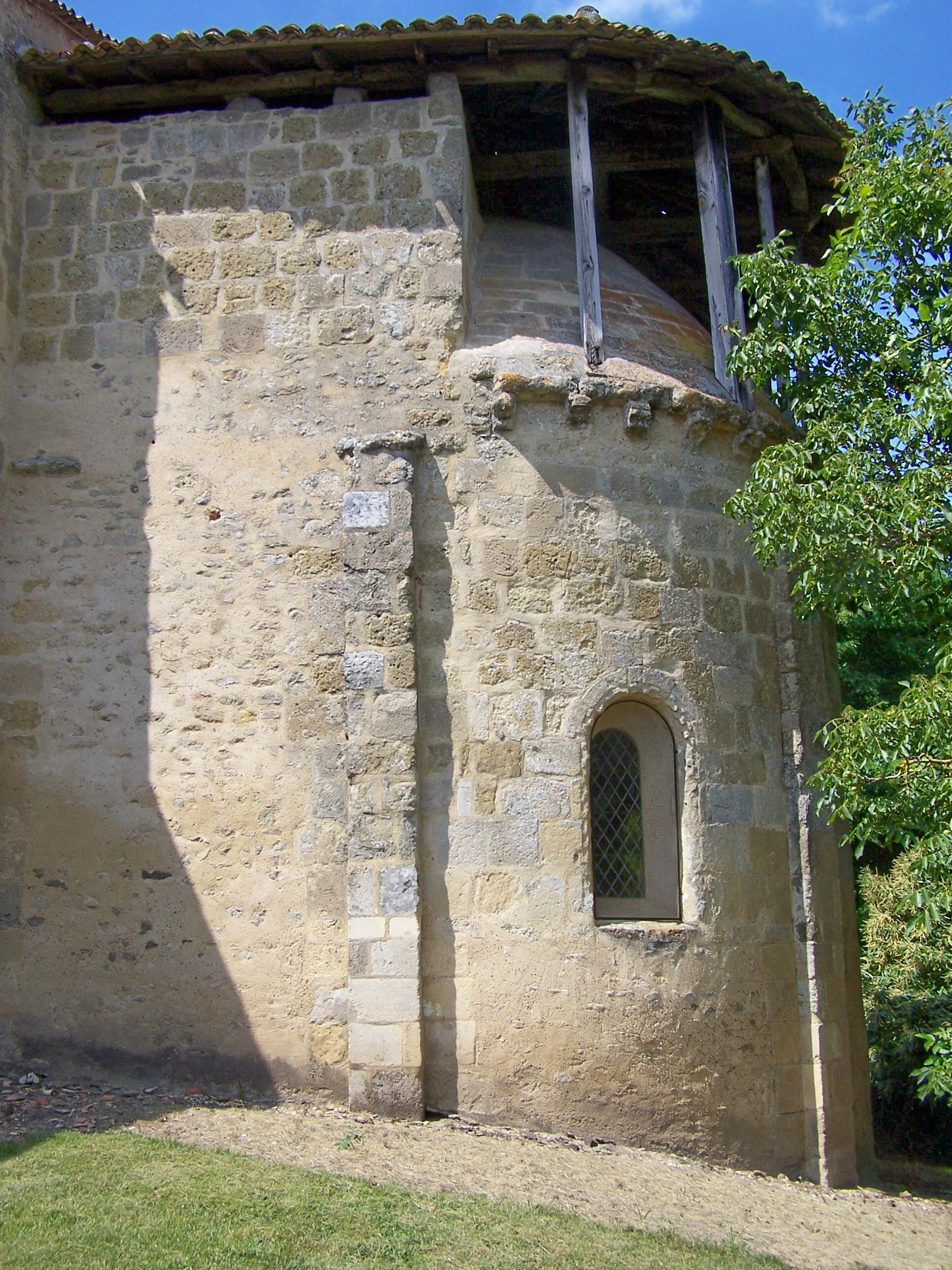
Le chevet, objet de l'inscription MH (juin 2009)
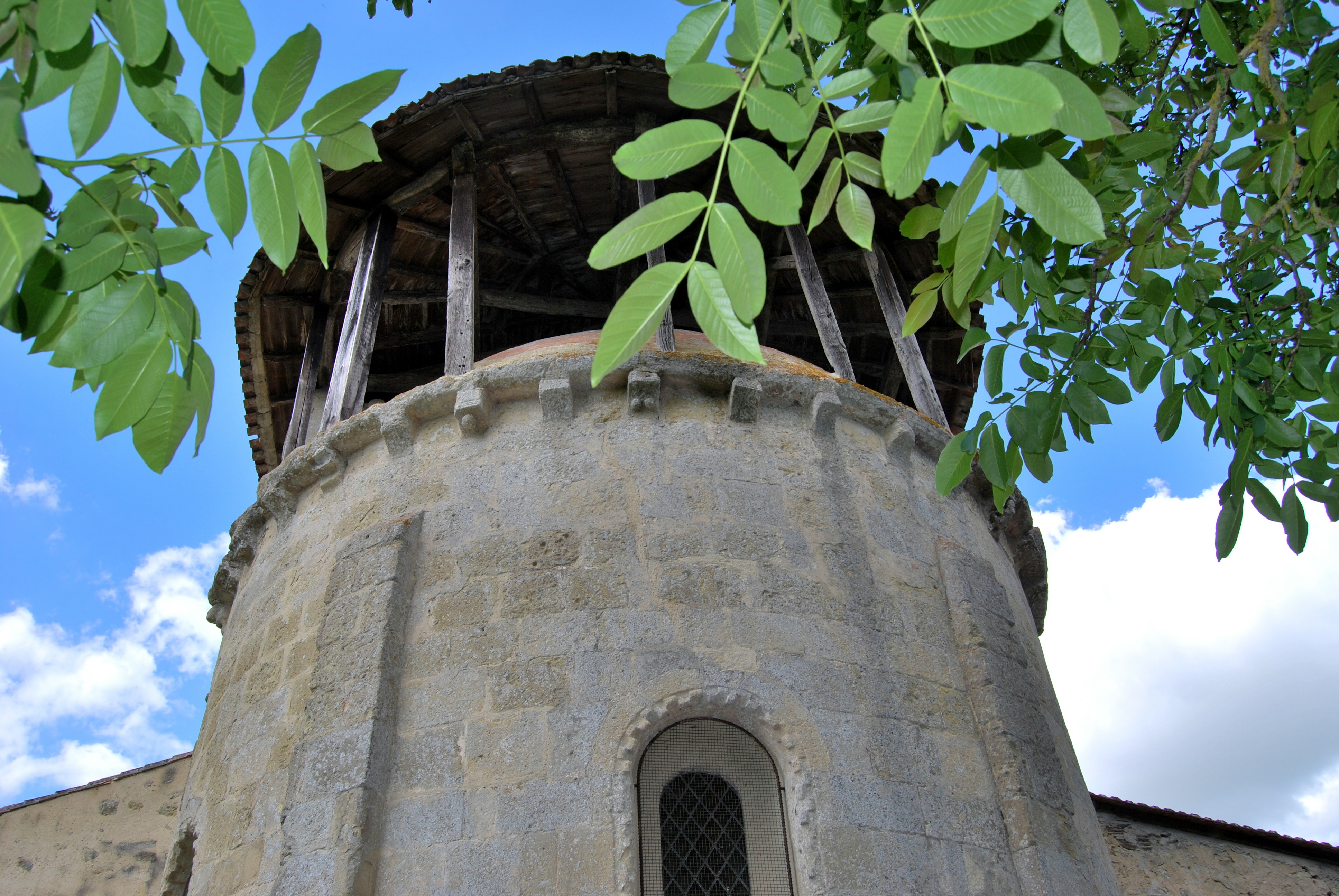
Le chevet est
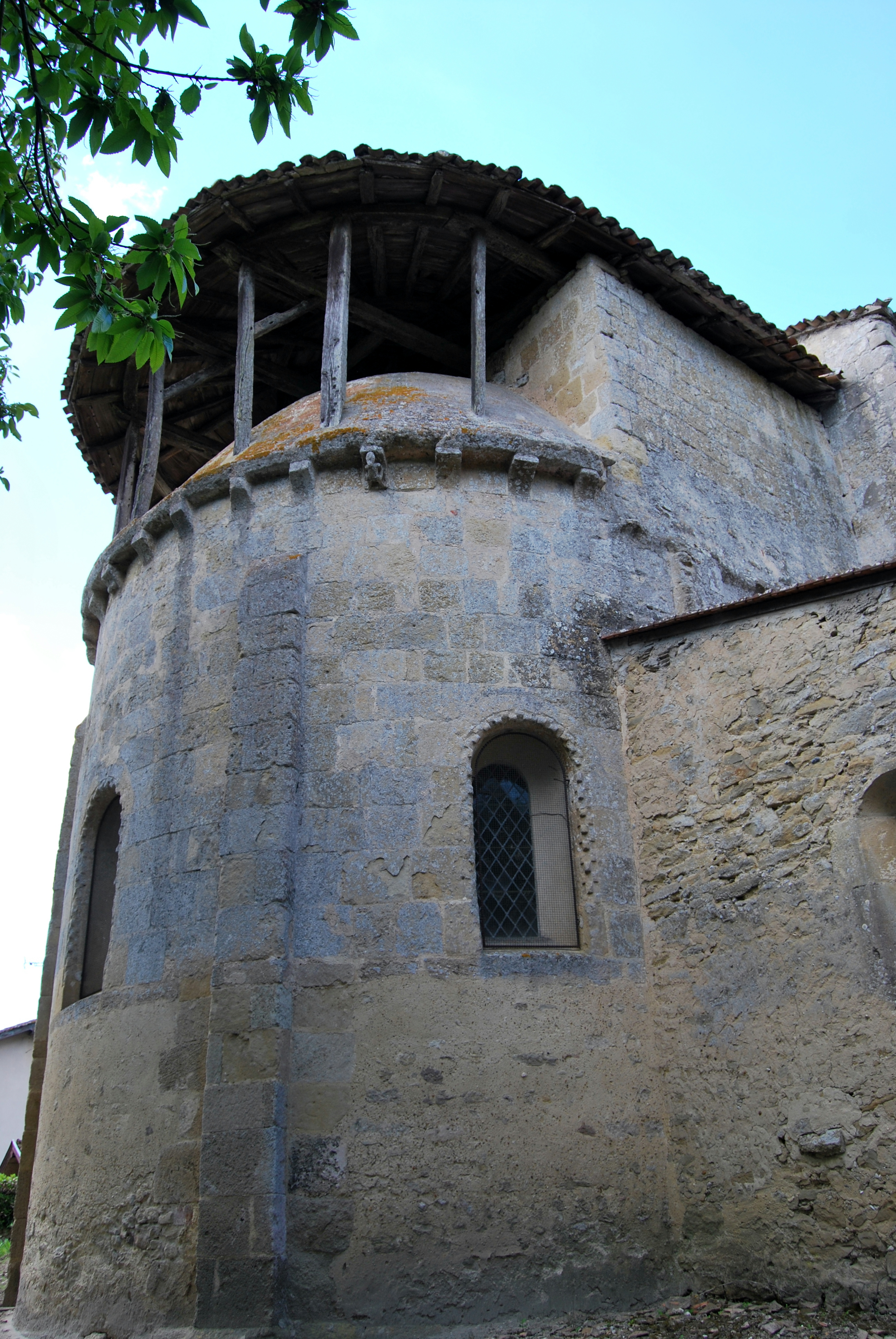
Le chevet nord
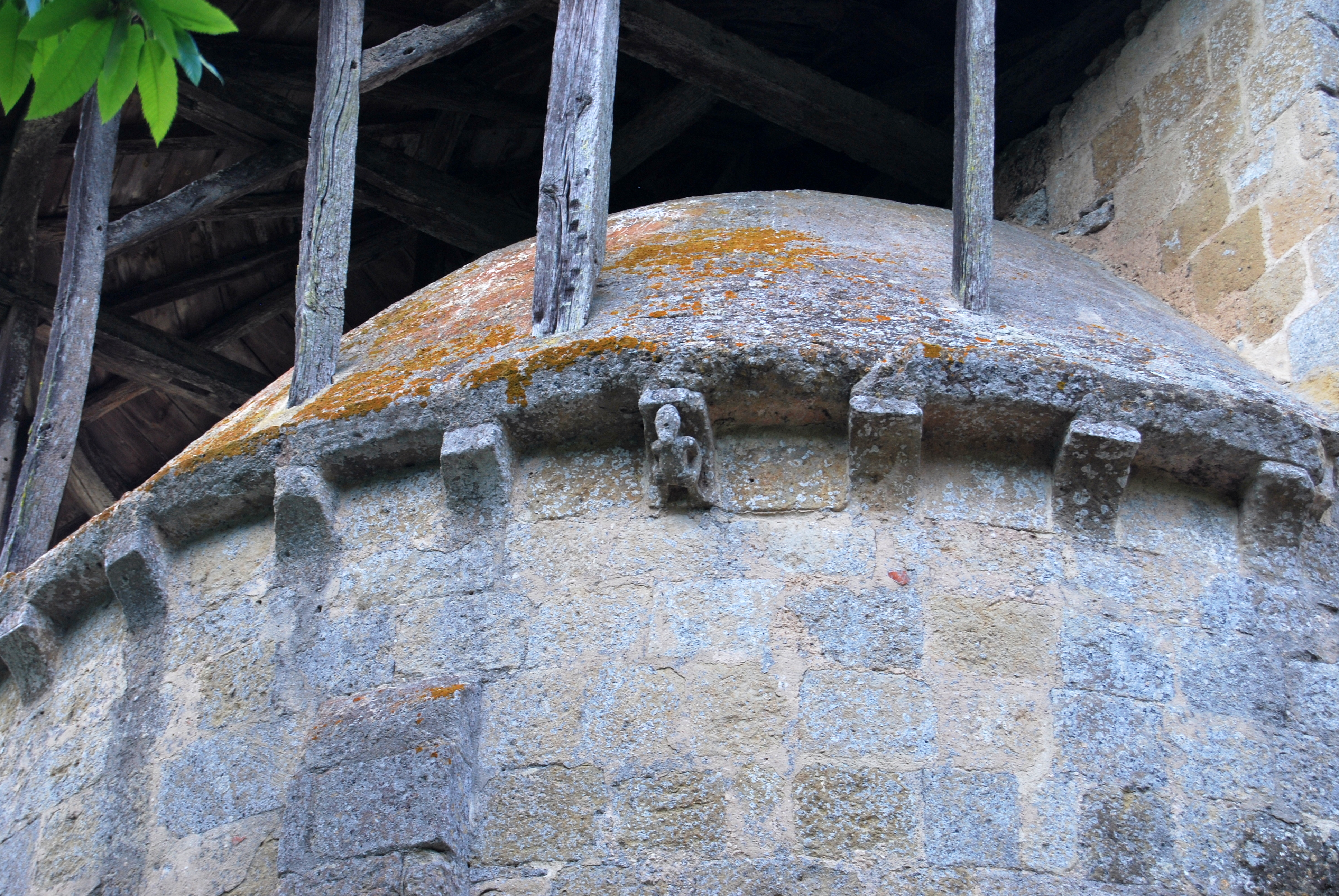
Le chevet modillons